# Deacy Amp
El Deacy Amp és un amplificador d'un 0,45 Watts de potència, creat el 1972 per John Deacon, baixista de Queen. L'amplificador va ser utilitzat pel mateix Deacon i el guitarrista del grup Brian May, produint sons propers a instruments d'orquestra com el violí, violoncel, trombó, clarinet o inclús veus com ara a «Procession» i «The Fairy Feller's Master-Stroke» de l'àlbum Queen II de 1974.

## Història
Va ser creat utilitzant un amplificador trobat per Deacon al contenidor d'escombraries i el treble booster que reforçava els aguts construït per Brian May. També va utilitzar una placa del circuit amplificat en una caixa acústica d'Alta fidelitat, alimentat per una bateria de 9 volts. L'amplificador s'utilitza juntament amb el treble booster per Brian May i la seva Red Special. El 2010, Brian May i John Deacon van aprovar la realització del projecte de rèplica del Deacy Amp anomenat Brian May Deacy Amp. La primera producció de rèpliques van sortir a la venda al març del 2011.